# Selvíria
Selvíria là một đô thị thuộc bang Mato Grosso do Sul, Brasil. Đô thị này có diện tích 3258,653 km², dân số năm 2007 là 6343 người, mật độ 1,95 người/km².